# Fly by Night
Fly by Night is het tweede album van Rush, uitgebracht in 1975 door Anthem Records en Mercury Records. In 1997 werd het heruitgebracht.
Het was het eerste album met drummer Neil Peart. Geïnspireerd door fantasy schreef hij ook een groot gedeelte van de teksten.

## Nummers
1. Anthem – 4:10
2. Best I Can – 3:24
3. Beneath, Between & Behind – 3:00
4. By-Tor & The Snow Dog – 8:57
  - I. At the Tobes of Hades
  - II. Across the Styx
  - III. Of the Battle
  - IV. Epilogue
5. Fly by Night – 3:20
6. Making Memories – 2:56
7. Rivendell – 5:00
8. In the End – 6:51

## Artiesten
- Geddy Lee - bas, zang, gitaar
- Alex Lifeson - gitaar
- Neil Peart - drums